# Модау
Модау (нем. Modau) — река в Германии, протекает по земле Гессен. Длина реки — 44 км. Площадь бассейна реки составляет 203,85 км² (по другим данным — 243 км²). Величина стока — 4,2 м³/с.
Река начинается у деревни Неункирхен, течёт на запад до городка Брандау, где поворачивает на север. В Обер-Рамштадте меняет направление течения на западное и сохраняет его до устья, пересекая города Нидер-Рамштадт, Эберштадт, Пфунгштадт. Впадает в Рейн (в протоку Альтрейн) у Штокштадта на высоте около 83 метров над уровнем моря. На 16 километре от Модау отделяется проток Зандбах, текущая параллельно основному руслу и также впадающая в Рейн. 33 км² в долине реки заняты населёнными пунктами. Долина реки значительно изменена деятельностью человека: болота в низовьях подвергнуты мелиорации, на некоторых участках русло спрямлено, созданы каналы мельниц, водохранилища для контроля паводка.
Основные притоки — Фангграбен, на разных участках известный также как Центбах, Нойер-Ландбах, Ландбах, Балкхойзер-Бах (лв, впадает в 2,8 км от устья, длина — 19,1 км), Мордах (лв, впадает в 20,3 км от устья, длина — 8,7 км), Вашенбах (лв, впадает в 22,8 км от устья, длина — 4,7 км), Неутшер-Бах (лв, впадает в 32,1 км от устья, длина — 4,1 км).